# اجتياح طولكرم (أكتوبر 2023)
اجتياح طولكرم في أكتوبر 2023 هي عملية عسكرية إسرائيلية واسعة، أطلقتها إسرائيل فجر يوم 19 أكتوبر 2023 في مدينة طولكرم ومخيمي المدينة (مخيم نور شمس ومخيم طولكرم). استمر الاجتياح لليوم الثاني 20 أكتوبر 2023، وقُتل خلال العملية 13 فلسطينيًا وأصُيب عددٌ آخر، وقد جاء هذا الاجتياح في اليوم الثالث عشر من معركة طوفان الأقصى، وكان هذا الاجتياح جزءًا من اجتياح طولكرم (2023–2024).

## الاجتياح

### اليوم الأول
بدأت القوات الإسرائيلية في اجتياح المدينة في الساعة الثالثة بتوقيت فلسطين من فجر يوم الخميس 19 أكتوبر 2023، وتركزت العمليات بشكل خاص في مخيم نور شمس بالمدينة بالإضافة لأحياء المدينة ومخيم طولكرم بالمدينة.
في بداية الاجتياح، استخدمت إسرائيل مجموعة من الجرافات العسكرية في تجريف الشوارع في داخل ومحيط مخيم نور شمس ودمرت البنية التحتية، كما اعتقلت مجموعة من الفلسطينيين، وفرضت منعًا للتجوال، وسيطرت على مجموعة من المنازل الفلسطينية في أحياء المدينة.
بعد مرور حوالي 12 ساعة من بدء الاجتياح فقد استخدمت إسرائيل المقاتلات الحربية والمروحيات العسكرية المحملة بالصواريخ (الأباتشي) كغطاءٍ جوي في سماء المدينة وذلك للمرة الأولى منذ الانتفاضة الفلسطينية الثانية، كما قصفت إسرائيل مجموعة من الفلسطينيين في مخيم نور شمس بطائرة انتحارية مما أدى إلى مقتلهم على الفور.
أفاد مراسل وكالة معًا الإخبارية الفلسطينية بوجود "مجزرة إسرائيلية" في مخيم نور شمس، كما أفادت مراسلة قناة روسيا اليوم بأن هناك قتلى ومصابين فلسطينيين محتجزين داخل مسجد في مخيم نور شمس وتمنع إسرائيل سيارات الإسعاف من إجلائهم.
قالت كتائب القسام بأنها استهدفت بعبوات ناسفة القوات الإسرائيلية المتوغلة لمخيّم طولكرم، وقالت بأن هناك إصابات إسرائيلية مؤكدة.
وقالت مجموعة سرايا القدس بكتيبة طولكرم بأن عناصرها استهدفوا بالرصاص قوات المشاة والقناصة الإسرائيلية في داخل مخيم طولكرم وأنهم حققوا إصابات.
أعلن الجيش الإسرائيلي عن مقتل أحد ضباطه وإصابة 9 من جنوده جراء انفجار عبوة ناسفة فلسطينية في مخيم نور شمس، وقد جرى نقل الجنود المصابين إلى مستشفى مئير الإسرائيلي [الإنجليزية] في كفار سابا.

### اليوم الثاني
تواصلت الانفجارات في المدينة في فجر وصباح اليوم الثاني للاجتياح، الجمعة 20 أكتوبر 2023، وأعلنت كتيبة طولكرم بأن عدد من الكتائب والمجموعات المسلحة الفلسطينية الأخرى قد تمكنت من الوصول لطولكرم ومساندة كتيبة طولكرم في قِتالها.
في الساعة السابعة صباحًا بتوقيت فلسطين من يوم 20 أكتوبر 2023 انسحبت القوات الإسرائيلية من المدينة ومخيميها بعد اجتياح دام لمدة 30 ساعة متواصلة خلفت دمارًا كبيرًا في البنية التحتية والطرقات والمباني ودمارًا في شبكات الكهرباء والمياه والإنترنت.
أعلنت وزارة الصحة الفلسطينية أن عدد القتلى الفلسطينيين بلغ 13 بينهم 5 أطفال "خلال المجزرة التي ارتكبها جيش الاحتلال"، وكان القتلى والمصابين قد جرى نقلهم إلى مستشفى ثابت ثابت الحكومي في المدينة.

## ردود الفعل
في الساعة 8:30 مساءً بتوقيت فلسطين من يوم 19 أكتوبر 2023 أعلنت كتائب القسام بأنها قصفت تل أبيب ووسط إسرائيل "ردًا على جريمة الاحتلال بحق أهلنا في مخيم نور شمس بطولكرم" حسب قولها.

## ما بعد الاجتياح
في 21 أكتوبر اقتحمت قوات إسرائيلية، مساء يوم الثلاثاء، مدينة طولكرم من جهتها الغربية، بالتزامن مع تحليق مكثف لطائرات الاستطلاع الإسرائيلية في سماء المدينة وضواحيها ومخيماتها.